# Златаре (Урошевац)
Златаре (алб. Zllatar) је насељено место у општини Урошевац, на Косову и Метохији. Према попису становништва из 2011. у насељу је живело 1.203 становника.

## Становништво
Према попису из 2011. године, Златаре има следећи етнички састав становништва:
| Националност        | 2011.          |
| Албанци             | 1.201 (99,83%) |
| други и неизјашњено | 2 (0,17%)      |
| Укупно              | 1.203          |

| Демографија | Демографија | Демографија |
| Година      | Становника  | Становника  |
| ----------- | ----------- | ----------- |
| 1948.       | 530         |             |
| 1953.       | 554         |             |
| 1961.       | 685         |             |
| 1971.       | 856         |             |
| 1981.       | 1.084       |             |
| 1991.       | 1.290       |             |
| 2011.       | 1.203       |             |